# Ron Santo
Pour les articles homonymes, voir Santo.
Ron Santo, né Ronald Edward Santo le 25 février 1940 à Seattle (Washington), et mort le 3 décembre 2010 à Scottsdale (Arizona), est un joueur américain de baseball qui a évolué dans les ligues majeures de 1960 à 1974. Il a été un joueur étoile avec les Cubs de Chicago dans la plus grande partie des saisons qu'il a passées avec l'équipe, de 1960 à 1973. Il a complété sa carrière avec l'autre équipe de Chicago, les White Sox, en 1974.

## Un talent précoce
Élevé dans le sud-ouest de Seattle, le jeunes Santo n'a pas tardé à démontrer son potentiel de frappeur alors qu'il portait les couleurs d'une équipe élite de jeunes de sa ville. À l'âge de 14 ans, au cours d'un match il a frappé un grand chelem en expédiant la balle à plus de 350 pieds du marbre.

## Carrière dans le baseball majeur
Ron Santo a signé une entente avec les Cubs de Chicago en 1959 comme joueur autonome; il a fait ses débuts avec l'équipe le 26 juin 1960. Il a terminé en quatrième place lors du vote devant désigner la recrue de l'année dans la Ligue nationale, en dépit du fait qu'il n'ait pris part qu'à 95 rencontres. Avec les Cubs, il a connu quatre saisons avec une moyenne au bâton de .300 et plus, et il a fait produire plus de 100 points également à quatre reprises. Il a été sélectionné neuf fois sur les équipes d'étoiles de la Ligue nationale. Excellent également en défensive, le gant doré du joueur de troisième but lui a été décerné pendant cinq saisons d'affilée. En 2003, son chandail no. 10 a été retiré par l'organisation des Cubs. Seuls deux autres anciens joueurs des Cubs, Ernie Banks et Billy Williams, ont été honorés de la sorte. En 2012, Ron Santo a été admis au Temple de la renommée.

## Statistique offensives en carrière[1]
| Saisons   | Équipes              | G    | AB   | H    | 2B  | 3B | HR  | P    | RBI  | BA   |
| --------- | -------------------- | ---- | ---- | ---- | --- | -- | --- | ---- | ---- | ---- |
| 1960-1973 | Cubs de Chicago      | 2126 | 7768 | 2171 | 353 | 66 | 337 | 1290 | 1290 | .279 |
| 1974      | White Sox de Chicago | 117  | 375  | 83   | 12  | 1  | 5   | 29   | 41   | .221 |
| TOTAUX    |                      | 2243 | 8143 | 2254 | 365 | 67 | 342 | 1338 | 1331 | .277 |

## Titres et honneurs

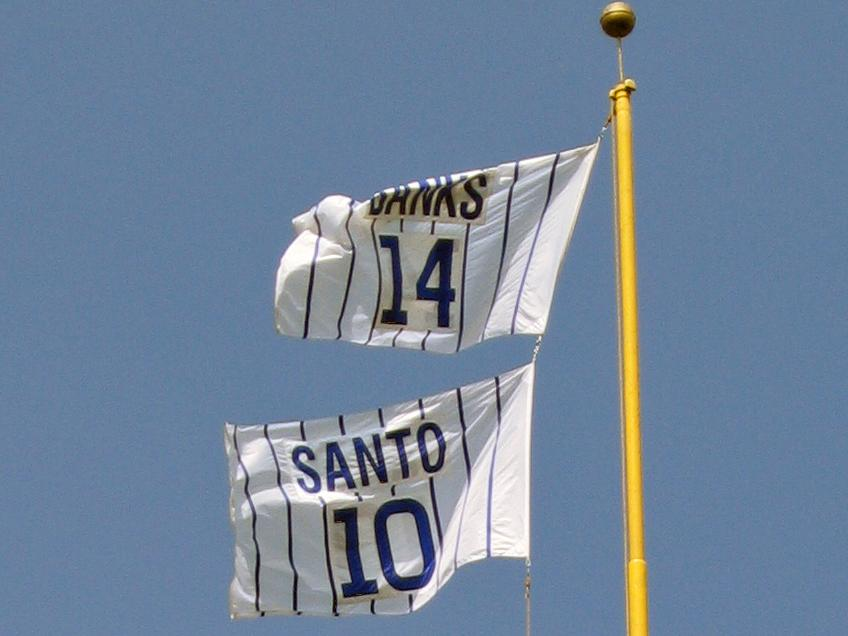
Chandail retiré au Wrigley Field

* Sur les équipes d'étoiles de la Ligue nationale (1963-1966, 1968, 1969, 1971-73)

* Gants dorés (1964-1968)

* Trophée Lou Gehrig (1973)

* Chandail no. 10 retiré par les Cubs (2003)

* Élu au Temple de la renommée (2012)

## Après-carrière
Après sa carrière de joueur, Ron Santo s'est joint comme commentateur à l'équipe de diffusion des matchs des Cubs à la station de radio WGN de Chicago. Il a aussi été brièvement commentateur des matchs des Bears de Chicago et des Packers de Green Bay de la LNF.

## Vie personnelle
La carrière de Ron Santo est d'autant plus remarquable que celui-ci avait reçu à l'âge de 18 ans un diagnostic de diabète juvénile de type 1. Craignant que la maladie le prive d'une carrière dans le baseball, Santo n'a révélé publiquement qu'en 1971 cette particularité de son état de santé. Il a été à partir de 1979 porte-parole de la Juvenile Diabetes Research Foundation, dont la campagne annuelle a permis d'amasser pour l'organisme plus de 65 millions de dollars.
Santo a succombé le 3 décembre 2010 des suites d'un cancer de la vessie et du diabète. Le 10 août 2011, une statue à son effigie a été dévoilée à sa mémoire au Wrigley Field.